# Yaylayolu, Aşkale
Yaylayolu là một xã thuộc huyện Aşkale, tỉnh Erzurum, Thổ Nhĩ Kỳ. Dân số thời điểm năm 2011 là 49 người.